# (9871) Jeon
(9871) Jeon (1992 DG1) – planetoida z pasa głównego asteroid okrążająca Słońce w ciągu 3,65 lat w średniej odległości 2,37 j.a. Odkryta 28 lutego 1992 roku.